# شبكة مضلعية

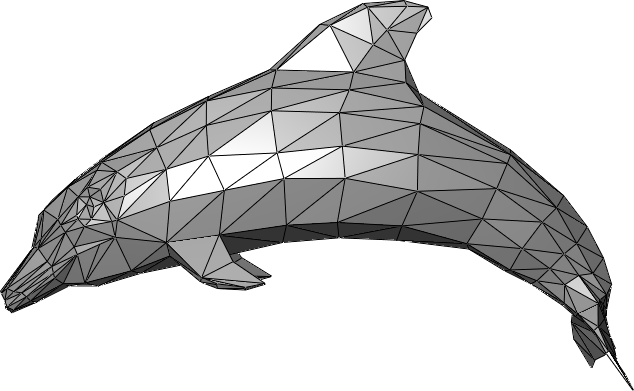
نموذج لدلفين مصور باستخدام شبكة مضلعية مثلثية

الشبكة المضلعية هي مجموعة من الرؤوس والحواف والوجوه التي تحدد شكل متعدد السطوح في رسوميات الحاسوب والنمذجة الصلبة. الوجوه عادة ما تتألف من مثلثات ورباعيات أضلاع أو غيرها من المضلعات البسيطة المحدبة، وهذا يُبسِّط عملية تصيير (rendering) النموذج. لمعرفة المزيد حول هذا الموضوع ، راجع الرابط التالي 
تعتبر دراسة الشبكات المضلعية فرعًا رئيسيًا في رسوميات الحاسوب، والنمذجة الحاسوبية، حيث تستخدم تمثيلات مختلفة من الشبكات المضلعية لتمثيل أجسام مختلفة. تجرى العديد من العمليات على الشبكات المضلعية منها العمليات المنطقية والتنعيم والتبسيط وغيرها.

## اقرأ أيضاً
- تتبع أثر الشعاع

## وصلات خارجية
- نمذجة هندسية